# Rossenges
Rossenges är en ort och kommun  i distriktet Broye-Vully i kantonen Vaud, Schweiz. Kommunen har 88 invånare (2023).